# 仁壽生命保険
仁壽生命保険株式会社（じんじゅせいめいほけん）は、かつて存在した日本の生命保険会社である。

## 概要
1894年（明治27年）9月28日、鐘淵紡績社長で三井銀行重役であった西邑虎四郎、西邑と同じく三井銀行重役であった三野村利助、近江長浜の豪商で初代貴族院議員でもあった下郷傳平らによって、合資会社として設立された。当時の本店所在地は、東京市京橋区南紺屋町であった。
1915年（大正4年）12月、株式会社組織に改組。1929年（昭和4年）6月、建築家の関根要太郎の設計により、京橋区南紺屋町麹町区内幸町に本店ビルを竣工させる。このビルには仁壽生命講堂（仁壽講堂）も併設された。
1940年（昭和15年）10月7日、野村生命と合併し消滅した。